# Christof Leng
Christof Leng,  född 14 september 1975 i Friedberg, Hessen, är en tysk politiker. 10 september 2006 följde grundandet av Piratenpartei Deutschland (PIRATEN) med Leng som ordförande för partiet. Leng studerade informatik.